# Agave nuusaviorum
Agave nuusaviorum ist eine Pflanzenart aus der Gattung der Agaven (Agave). Ein englischer Trivialname ist „Papalometi, Papalome Agave“.

## Beschreibung
Agave nussaviorum wächst solitär mit einer Wuchshöhe von 30 bis 50 cm und ist 40 bis 60 cm breit. Die lanzettförmigen, länglichen bis eiförmigen steifen, hellgrünen bis bläulichen gebogenen Blätter sind 12 bis 40 cm lang, 5 bis 11 cm breit. Die Blattränder sind unregelmäßig gezahnt. Der braune bis graue, variable nadelförmige Enddorn wird bis 3 cm lang.
Der rispige, gerade Blütenstand wird 1,5 bis 6 m hoch. Die gelbgefärbten, locker angeordneten glockenförmigen Blüten erscheinen in der oberen Hälfte des Blütenstandes und sind 50 bis 70 mm lang. Die Blütenröhre ist bis 4,5 cm lang.
Die länglichen dreikammerige Kapselfrüchte sind 45 bis 65 mm lang und 20 bis 25 mm breit. Die glänzenden, schwarzen mondförmigen Samen sind 5 bis 7 mm lang und 4 bis 6 mm breit.
Die Blütezeit reicht von August bis Dezember.

## Systematik und Verbreitung
Agave nuusaviorum wächst in Mexiko in den Bundesstaaten Oaxaca in Wald- und Grasland in 1700 bis 2500 m Höhe. Sie ist vergesellschaftet mit Nolina spec. und anderen Arten.
Die Erstbeschreibung als „Agave nussaviorum“ durch Abisai Josue García-Mendoza ist 2010 veröffentlicht worden.
Agave nuusaviorum ist im Bundesstaat Oaxaca in Mexiko verbreitet. Die im Großraum Oaxaca und Puebla vorkommenden Vertreter der Untergattung Agave der Himieflorae-Gruppe Agave potatorum und Agave seemanniana überlappen das Verbreitungsgebiet. Die von Garcia-Mendoza in 2010 neu beschriebene Agave nuusaviorum der Untergattung Littaea aus dem Großraum Oaxaca ist außergewöhnlich. Sie ist nahe verwandt mit Agave potatorum und Agave seemanniana die jedoch in Rosetten-Blatt- und Blütenstruktur deutlich abweichen. Es scheint möglich, dass Agave nuusaviorum eine Naturhybride zwischen Agave potatorum und Agave seemanniana ist. Es Bedarf weiterer Untersuchungen den Status der Art zu bestätigen.